# Papilio demolion
Papilio demolion är en fjärilsart som beskrevs av Pieter Cramer 1776. Papilio demolion ingår i släktet Papilio och familjen riddarfjärilar. Inga underarter finns listade i Catalogue of Life.

## Bildgalleri

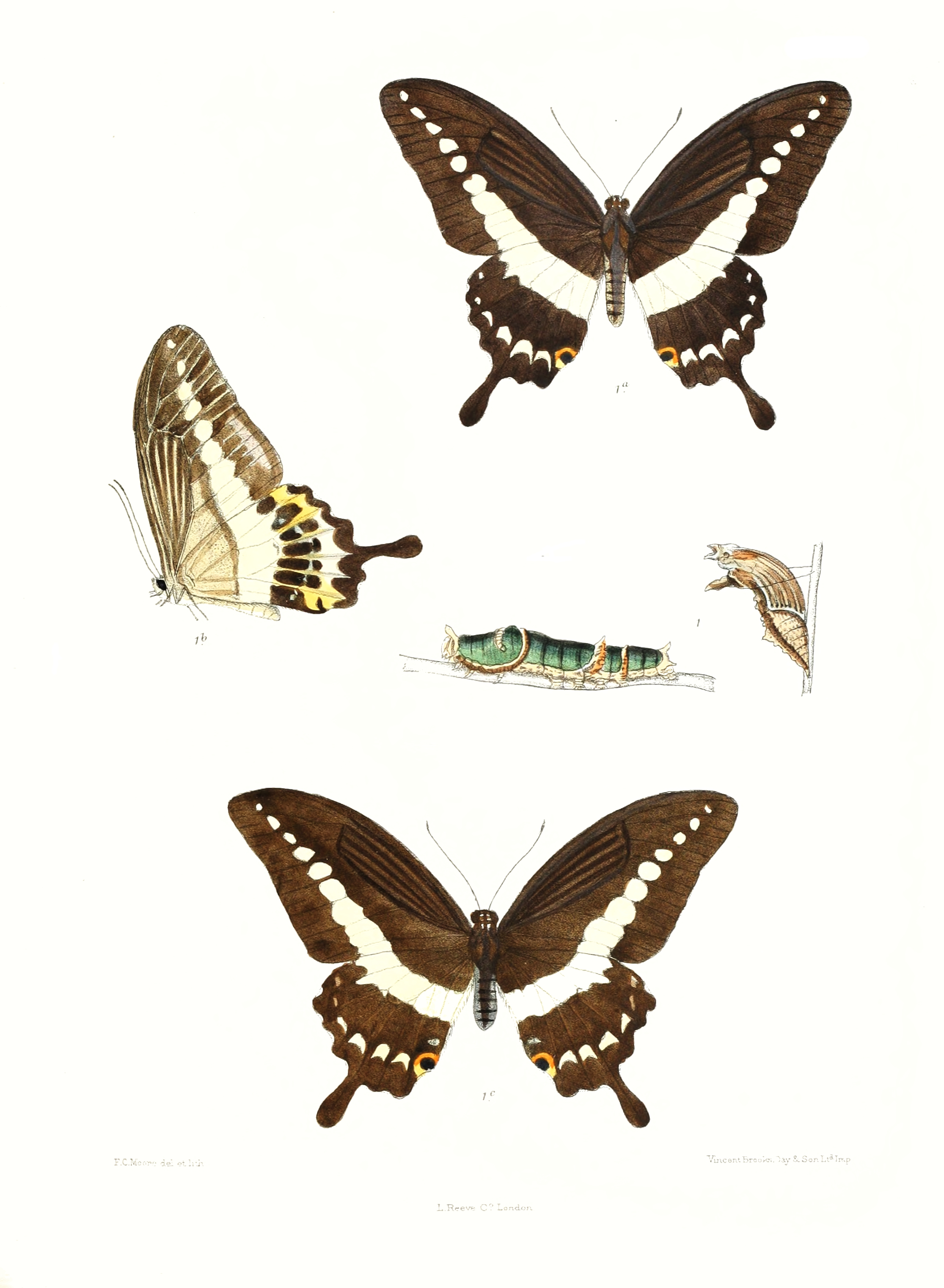
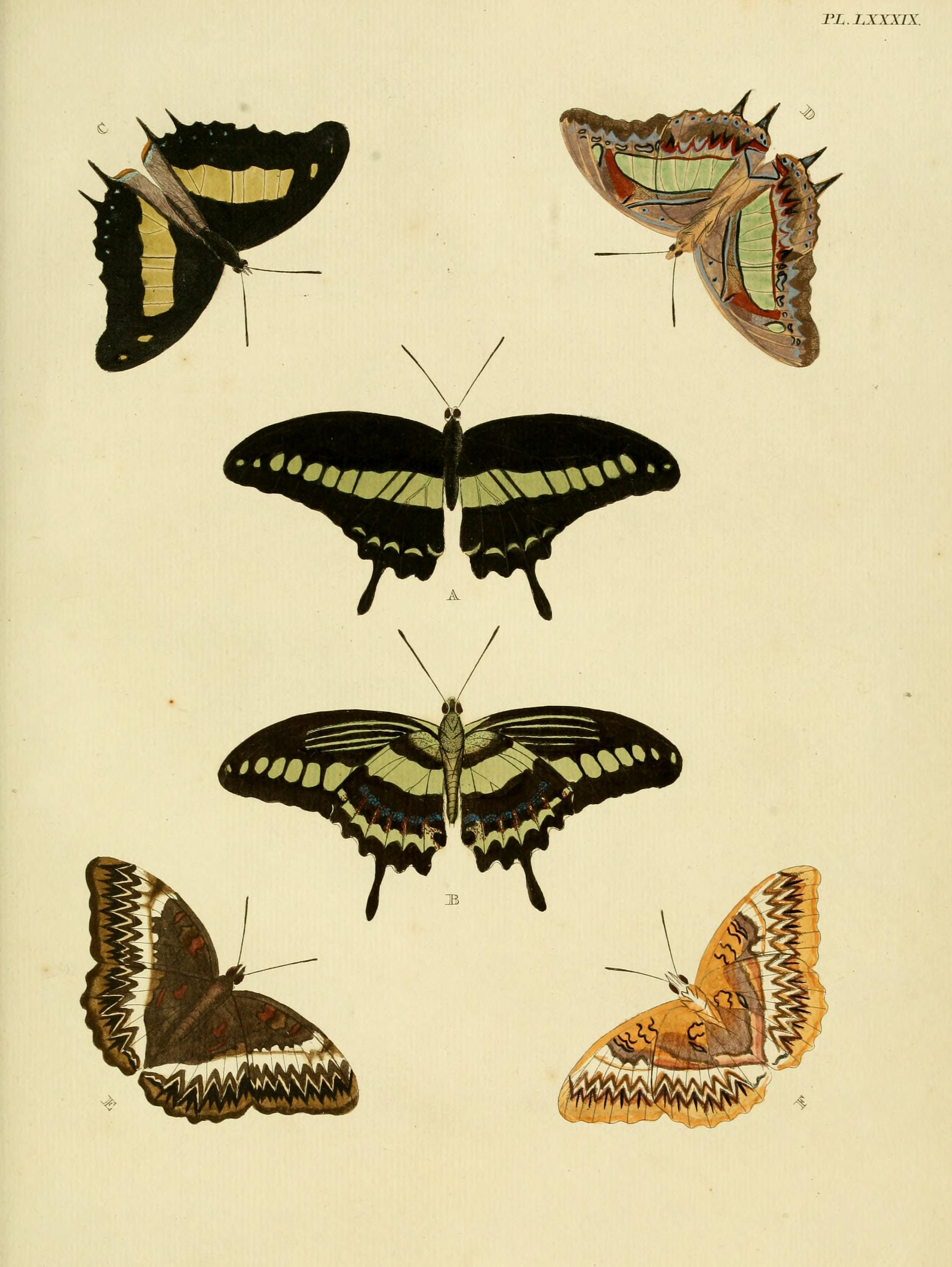
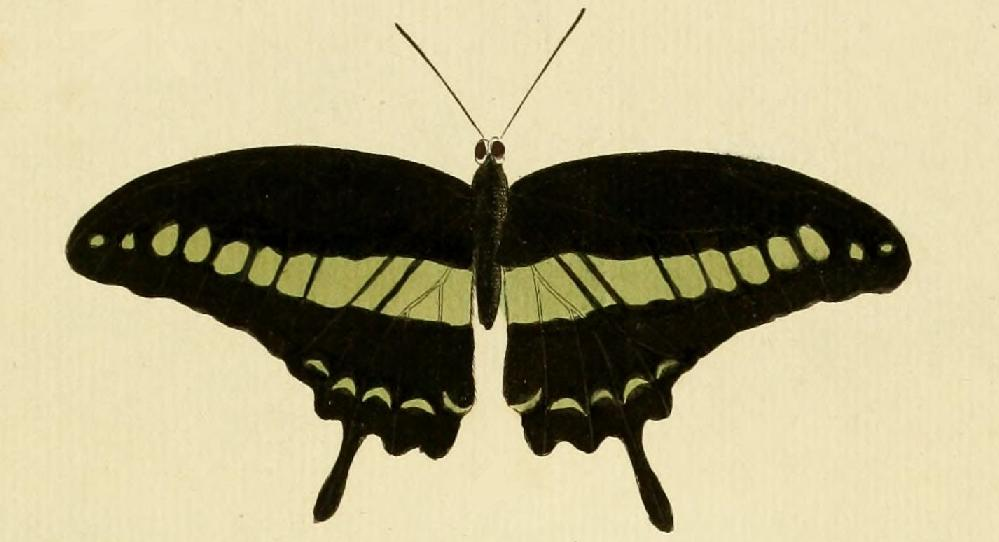
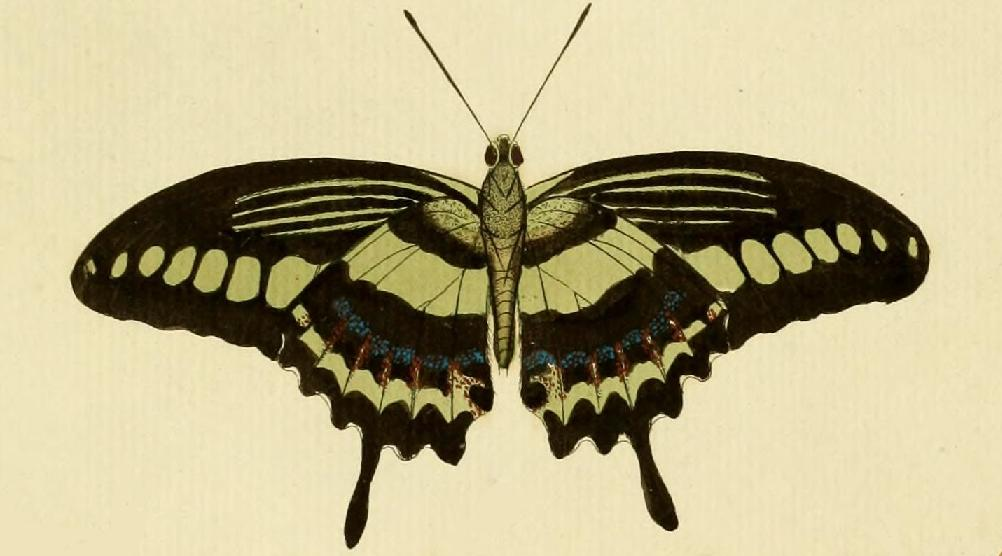
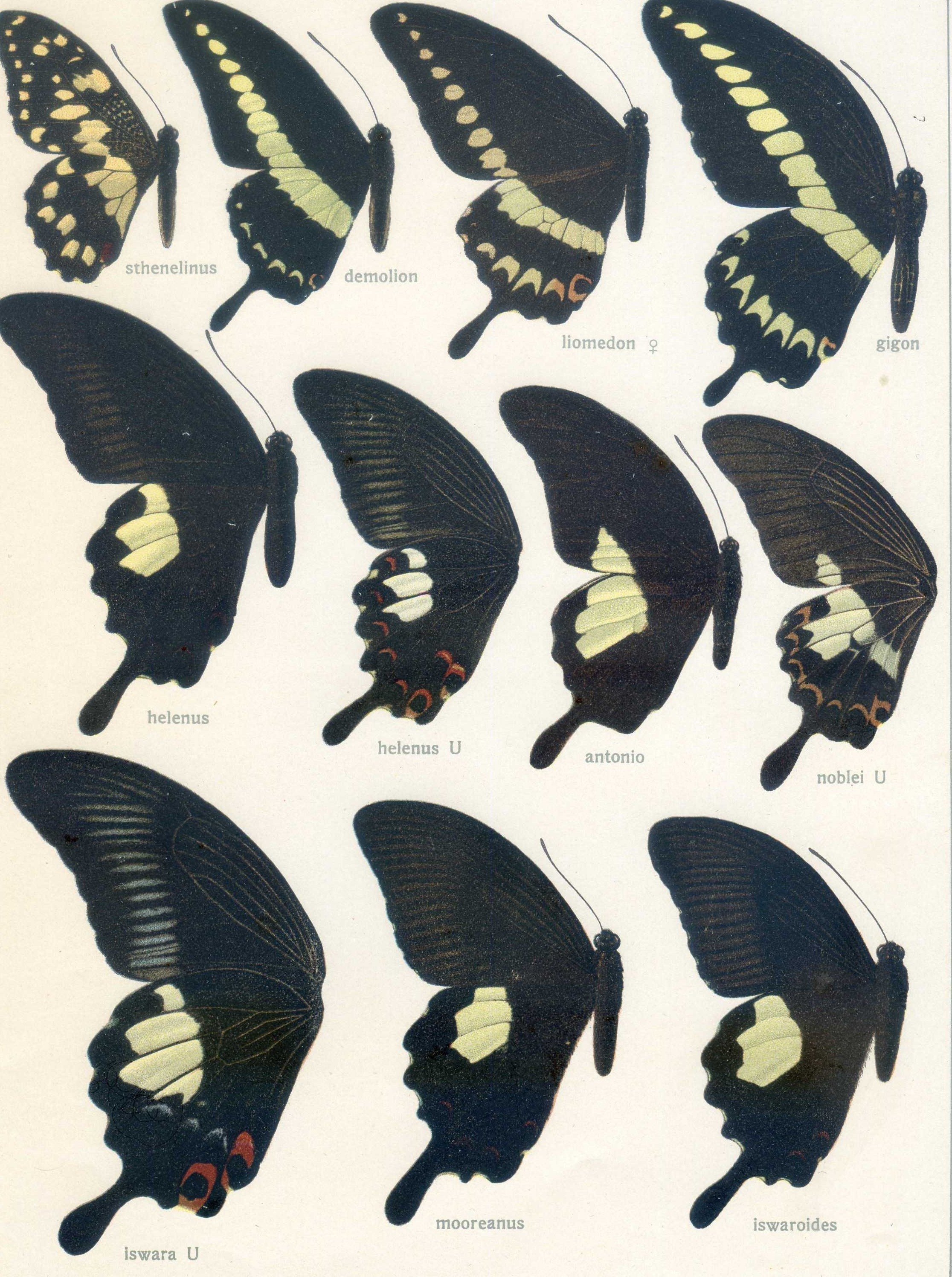